# Daudebardien

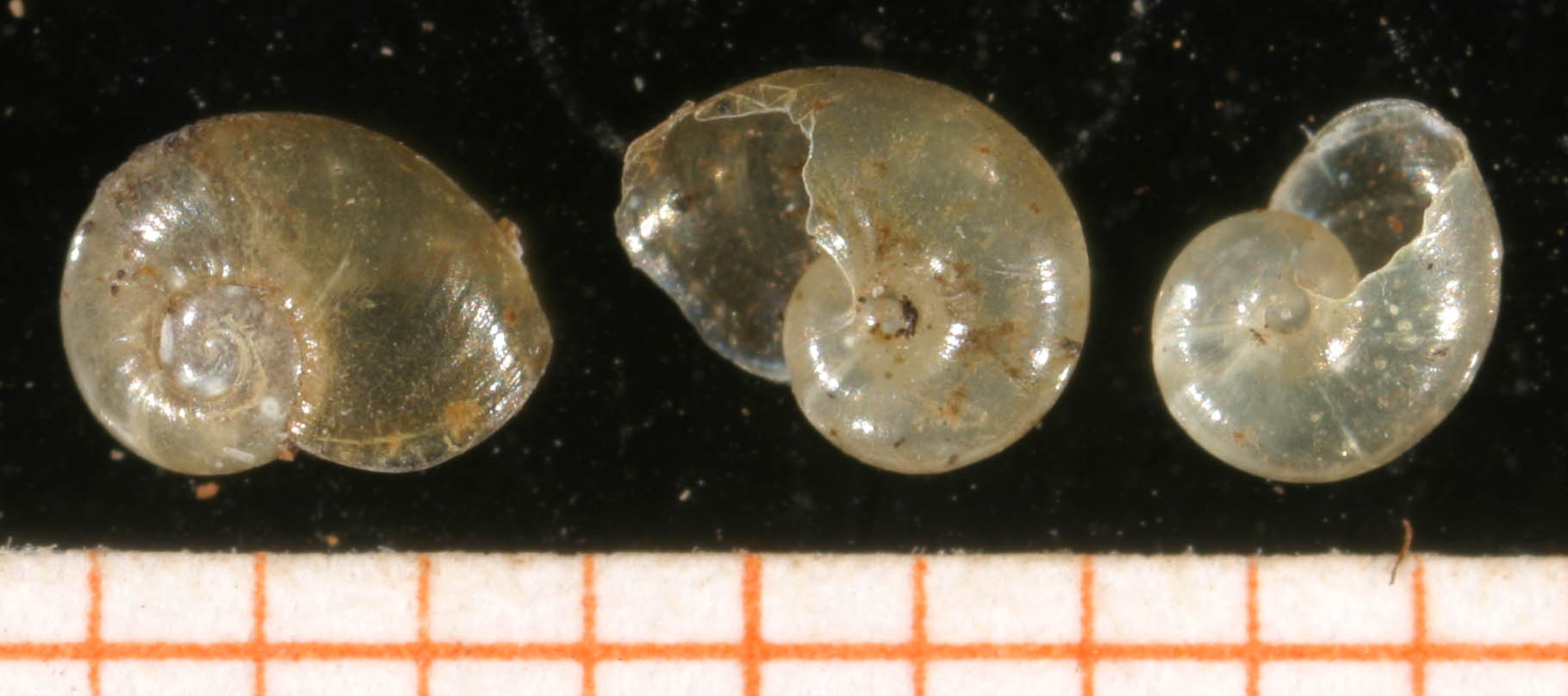
Gehäuse der Rötlichen Daudebardie, Daudebardia rufa (Draparnaud, 1805)

Die Daudebardien (Daudebardiidae) sind eine Familie räuberischer Schnecken aus der Überfamilie Gastrodontoidea in der Unterordnung der Landlungenschnecken (Stylommatophora). Es sind Halbnacktschnecken; lediglich die Jungtiere können sich noch vollständig in das Gehäuse zurückziehen. Die adulten Tiere sind Halbnacktschnecken, die nur noch ein winziges Gehäuse auf dem Mantel besitzen.

## Merkmale
Die Tiere messen ausgestreckt bis max. 5 cm in der Länge. Die Gehäuse sind abgeflacht mit etwa 2 Windungen und nur wenige Millimeter groß. Die letzte Windung ist sehr stark erweitert. Das Jungtier kann sich noch in das Gehäuse zurückziehen. Im weiteren Verlauf des Wachstums bleibt das Gehäuse in seiner Entwicklung zurück und das Tier wird zur Halbnacktschnecke, das Gehäuse sitzt als kleine Kappe auf dem hinteren Teil des Mantels.

## Vorkommen und Lebensweise
Das Verbreitungsgebiet der Familie erstreckt sich von etwa dem Mittelrheingebiet im Westen bis in die südliche Ukraine im Osten, Kurdistan im Südosten, über den Nahen Osten, verschiedene Mittelmeerinseln (Zypern, Kreta) sowie in Nordafrika (Algerien). Die Tiere leben in Berg- und Hügelland unter Steinen oder dicken Laubschichten. Sie ernähren sich räuberisch von Regenwürmern, Insekten und ihren Larven sowie anderen Schnecken.

## Systematik
Die Familie der Daudebardien wird heute oft als Unterfamilie zur Familie der Glanzschnecken (Oxychilidae) gerechnet, die aber meist ebenfalls in die Überfamilie Gastrodontoidea gestellt wird. Andere Autoren rechnen sie zur Überfamilie Zonitoidea oder Limacoidea. Nach Hausdorf (1998) sind sie jedoch die Schwestergruppe der Gastrodontidae und damit bei den Gastrodontoidea einzuordnen.
- Daudebardien (Daudebardiidae)
  - Gattung Daudebardia Hartmann, 1821
    - Kleine Daudebardie (Daudebardia brevipes (Draparnaud, 1805))
    - Rötliche Daudebardie (Daudebardia rufa (Draparnaud, 1805))

  - Gattung Lotharia Schileyko, 1986 (ungültig; die Gattung ist durch Lotharia Mandl, 1944, eine Käfergattung präokkupiert[1])
  - Gattung Cibinia A. Wagner, 1914
  - Gattung Libania Bourguignat, 1870
  - Gattung Bilania Schileyko, 1986
  - Gattung Sieversia Kobelt, 1880
  - Gattung Inguria Schileyko, 1986
  - Gattung Szuchumiella H. Wagner, 1945
  - Gattung Illyrica Wagner, 1895
  - Gattung Carpathica A. Wagner, 1895

Nicht alle Gattungen werden allgemein anerkannt.